# I. A třída Plzeňského kraje 2006/2007
I. A třídu Plzeňského kraje (jednu ze skupin 6. fotbalové ligy) hrálo v sezóně 2006/2007 16 klubů. Vítězem a postupijícím se stal tým TJ Baník Zbůch, postoupily i týmy na druhém a třetím místě SSC Bolevec a TJ Baník Stříbro. Sestoupily týmy TJ Tlučná, TJ Sokol Postřekov, FK Okula Nýrsko a FJ SRK Železná Ruda.

## Systém soutěže
Kluby se střetly v soutěži každý s každým dvoukolovým systémem podzim–jaro, hrály tedy 30 kol.

## Výsledná tabulka
| Poř. | Tým                       | Z  | V  | R  | P  | VG | OG | B  |
| ---- | ------------------------- | -- | -- | -- | -- | -- | -- | -- |
| 1.   | TJ Baník Zbůch (N)        | 30 | 19 | 4  | 7  | 83 | 38 | 61 |
| 2.   | SSC Bolevec               | 30 | 18 | 5  | 7  | 62 | 28 | 59 |
| 3.   | TJ Baník Stříbro (N)      | 30 | 17 | 7  | 6  | 79 | 47 | 58 |
| 4.   | FK Nepomuk                | 30 | 14 | 9  | 7  | 54 | 37 | 51 |
| 5.   | TJ Start Luby             | 30 | 14 | 7  | 9  | 55 | 39 | 49 |
| 6.   | TJ Keramika Chlumčany     | 30 | 11 | 10 | 9  | 50 | 41 | 43 |
| 7.   | TJ Sokol Blovice (S)      | 30 | 10 | 12 | 8  | 41 | 36 | 42 |
| 8.   | TJ Slavoj Mýto (S)        | 30 | 13 | 3  | 14 | 52 | 71 | 42 |
| 9.   | TJ Vodní stavby Plzeň (N) | 30 | 12 | 6  | 12 | 48 | 54 | 42 |
| 10.  | FC Křimice                | 30 | 11 | 8  | 11 | 44 | 41 | 41 |
| 11.  | TJ Nýřany                 | 30 | 12 | 3  | 15 | 57 | 59 | 39 |
| 12.  | TJ Tlučná                 | 30 | 9  | 6  | 15 | 40 | 61 | 33 |
| 13.  | FK Žákava (N)             | 30 | 8  | 7  | 15 | 44 | 61 | 31 |
| 14.  | TJ Sokol Postřekov        | 30 | 8  | 3  | 19 | 41 | 77 | 27 |
| 15.  | FK Okula Nýrsko (S)       | 30 | 6  | 8  | 16 | 53 | 73 | 26 |
| 16.  | FJ SRK Železná Ruda (N)   | 30 | 7  | 4  | 19 | 43 | 83 | 25 |

Poznámky:
- Z = Odehrané zápasy; V = Vítězství; R = Remízy; P = Prohry; VG = Vstřelené góly; OG = Obdržené góly; B = Body; (S) = Mužstvo sestoupivší z vyšší soutěže; (N) = Mužstvo postoupivší z nižší soutěže (nováček)

|  | Postup do Přeboru Plzeňského kraje 2007/2008    |
|  | Sestup do I. B třídy Plzeňského kraje 2007/2008 |